# Can Prim (Bordils)
Can Prim és una masia de Bordils (Gironès) inclosa a l'Inventari del Patrimoni Arquitectònic de Catalunya.

## Descripció
És un edifici de planta rectangular amb planta baixa i dues plantes pis. Les últimes reformes efectuades el 1803, li haurien donat l'actual forma amb quatre crugies paral·leles iguals perpendiculars a la façana principal, i una cinquena més curta. L'accés es produeix per una portalada amb arc rebaixat situada en una de les crugies centrals. L'escala principal és de pedra amb barana de ferro.
Totes les sales del primer pis corresponent a la part més antiga del mas, present interessants pintures decoratives que ocupen sostres i parets. En concret serien la sala gran i tres cambres amb alcova directament connectades a ella. Inicialment el mas hauria ocupat únicament aquesta zona corresponent a la part posterior de les tres crugies situades més a l'esquerra. Les parets són maçoneria, amb carreus a les cantonades i obertures. La planta baixa i la planta pis són cobertes amb volta de rajola. La coberta és de teula. En algunes estançes de can Prim podem veure pintures del segle xviii.

## Història
L'ampliació s'hauria efectuat per l'actual façana principal i la banda dreta del mas, amb una arcada i volta de canó en planta baixa que deixa pas per anar a la part posterior de la finca. Es conserva gran part del mobiliari, així com una important biblioteca formada per llibres i documents compresos entre els segles XIV i XIX. Històricament la família Prim ha estat una família de notaris molt coneguda. Les pintures de la sala i cambres per aquella jerarquia en els seves visites. Hi ha dos retaules del segle xvi de l'escola flamenca.